# Grant Wahl
Pour les articles homonymes, voir Wahl (homonymie).
Grant Wahl, né le 2 décembre 1973 à Mission au Kansas et mort le 9 décembre 2022 à Lusail au Qatar, est un journaliste sportif américain.

## Biographie
Diplômé de l'université de Princeton, il commence sa carrière de journaliste au Miami Herald avant de rejoindre rapidement le magazine spécialisé Sports Illustrated (SI) en novembre 1996[réf. nécessaire]. Il y couvre principalement le basket-ball et le soccer, ainsi que les Jeux olympiques.
En avril 2020, il est licencié pour avoir critiqué la demande de la direction de SI de réduire les salaires des employés pendant la pandémie de covid[réf. nécessaire]. Il réalise alors une série de podcasts sur la carrière du joueur américain de soccer Freddy Adu[réf. nécessaire].
En octobre 2021, il est engagé par la chaîne CBS Sports pour servir de consultant et d'analyste du soccer. En 2022, il est envoyé au Qatar pour y couvrir la Coupe du monde[réf. nécessaire]. Le 21 novembre, avant le match opposant l'équipe des États-Unis à celle du pays de Galles, il est arrêté par la police qatarienne et détenu pendant une demi-heure pour avoir porté un tee-shirt arc-en-ciel, en soutien aux droits des LGBT.

### Mort
Le 9 décembre, pendant le match Pays-Bas–Argentine, il fait un malaise cardiaque dans la tribune de presse. Malgré l'intervention des secours, il ne peut être réanimé.